# Apeman
Apeman är en poplåt skriven av Ray Davies och lanserad av The Kinks 1970. Låten fanns med på albumet Lola versus Powerman and the Moneygoround, Part One och blev en hitsingel i flera länder. I USA där gruppens föregående singel "Lola" varit en succé blev den bara en måttlig framgång. Den är en protest mot den moderna världen och storstädernas stress och problem, och om huvudpersonen fick en chans skulle han istället leva ett enklare liv som "apman" i djungeln.
Ray Davies fick lov att sjunga in textraden "the air pollution is fogging up my eyes" på nytt eftersom ordet "fogging" i den första versionen lät som ett betydligt mer kontroversiellt ord.

## Listplaceringar
| Lista (1970-1971) | Position        |
| ----------------- | --------------- |
| Australien        | 7 (Go Set)      |
| Finland           | 35              |
| Irland            | 10              |
| Kanada            | 19 (Go Set)     |
| Nederländerna     | 9               |
| Nya Zeeland       | 5 (NZ Listner)  |
| Schweiz           | 7               |
| Storbritannien    | 5               |
| Sverige           | 10 (Tio i topp) |
| USA               | 45              |
| Västtyskland      | 8               |
| Österrike         | 2               |